# Aethopyga
Aethopyga Cabanis, 1850 è un genere di uccelli passeriformi della famiglia Nectariniidae.

## Tassonomia
Comprende le seguenti specie:
- Aethopyga primigenia (Hachisuka, 1941) - nettarinia di Hachisuka
- Aethopyga boltoni Mearns, 1905 - nettarinia di Apo
- Aethopyga linaraborae Kennedy, Gonzales & Miranda, 1997 - nettarinia di Lina
- Aethopyga flagrans Oustalet, 1876 - nettarinia fiammeggiante
- Aethopyga pulcherrima Sharpe, 1876 - nettarinia dei monti
- Aethopyga duyvenbodei (Schlegel, 1871) - nettarinia dorsogiallo di Sanghir
- Aethopyga shelleyi Sharpe, 1876 - nettarinia di Palawan
- Aethopyga bella Tweeddale, 1877 - nettarinia di Palawan
- Aethopyga gouldiae (Vigors, 1831) - nettarinia della signora Gould
- Aethopyga nipalensis (Hodgson, 1836) - nettarinia codaverde
- Aethopyga eximia (Horsfield, 1821) - nettarinia di Kuhl
- Aethopyga christinae Swinhoe, 1869 - nettarinia codaforcuta
- Aethopyga saturata (Hodgson, 1836) – nettarinia golanera
- Aethopyga siparaja (Raffles, 1822) - nettarinia dorsogiallo
- Aethopyga vigorsii (Sykes, 1832) - nettarinia cremisi occidentale
- Aethopyga mystacalis (Temminck, 1822) - nettarinia scarlatta
- Aethopyga temminckii (S.Müller, 1843) - nettarinia di Temminck
- Aethopyga ignicauda (Hodgson, 1836) – nettarinia codadifiamma